# 아이언 피스트
아이언 피스트(Iron Fist, 본명: 대니얼 "대니" 랜드, Daniel "Danny" Rand)는 마블 코믹스가 출판하는 미국 만화에 등장하는 가공의 슈퍼히어로이다. 로이 토머스와 길 케인이 창조해낸 아이언 피스트는 마블 프리미어 #15 (1974년 5월)에서 처음으로 등장했다. 해당 캐릭터는 무술가이고 그의 기 (철학)를 집중하여 소환해낸 아이언 피스트이라고 알려진 신비로운 힘을 사용한다. 1970년대에 독자적 연재물에 주연으로 등장했었으며, 루크 케이지와 함께 히어로즈 포 하이어라는 슈퍼히어로팀을 구성되어 몇 년간 파워 맨 앤 아이언 피스트라는 작품을 공유했다.
핀 존스는 넷플릭스가 기획한 드라마 《아이언 피스트》에 해당 역할로 출연하였고 《마블 디펜더스》에도 같은 역으로 출연할 예정이다.

## 능력
아이언 피스트는 기를 이용해 공격하는 특이한 성질을 가지고 있다. 기를 이용해 상처를 치유하며, 기를 이용해 감각들을 올린다. 모든 기를 이용해 에너지볼인 '아이언 피스트'를 쓴다. 하지만 아이언 피스트를 사용하면 일정 시간을 넘기기 전까지 못 쓰는 단점을 가지고 있다. 게다가 기를 주먹에 모을 수 있는 힘을 가지고 있어서 주먹을 잘 쓸 수 있다. 기술의 예를 들자면 운룡대구식, 운학장,태허도룡장, 종학금룡수, 구룡팔십뇌격, 비룡축전등이 있다.